# Alan Rollinson
Alan Rollinson (n. 15 mai 1943, Walsall, Anglia, Regatul Unit – d. 2 iunie 2019, Kidderminster, Anglia, Regatul Unit) a fost un pilot englez de Formula 1 care a evoluat în Campionatul Mondial în sezonul 1965.